# Efes Beverage Group
Para el equipo de baloncesto esponsorizado por esta compañía, consultar Efes Pilsen S.K..

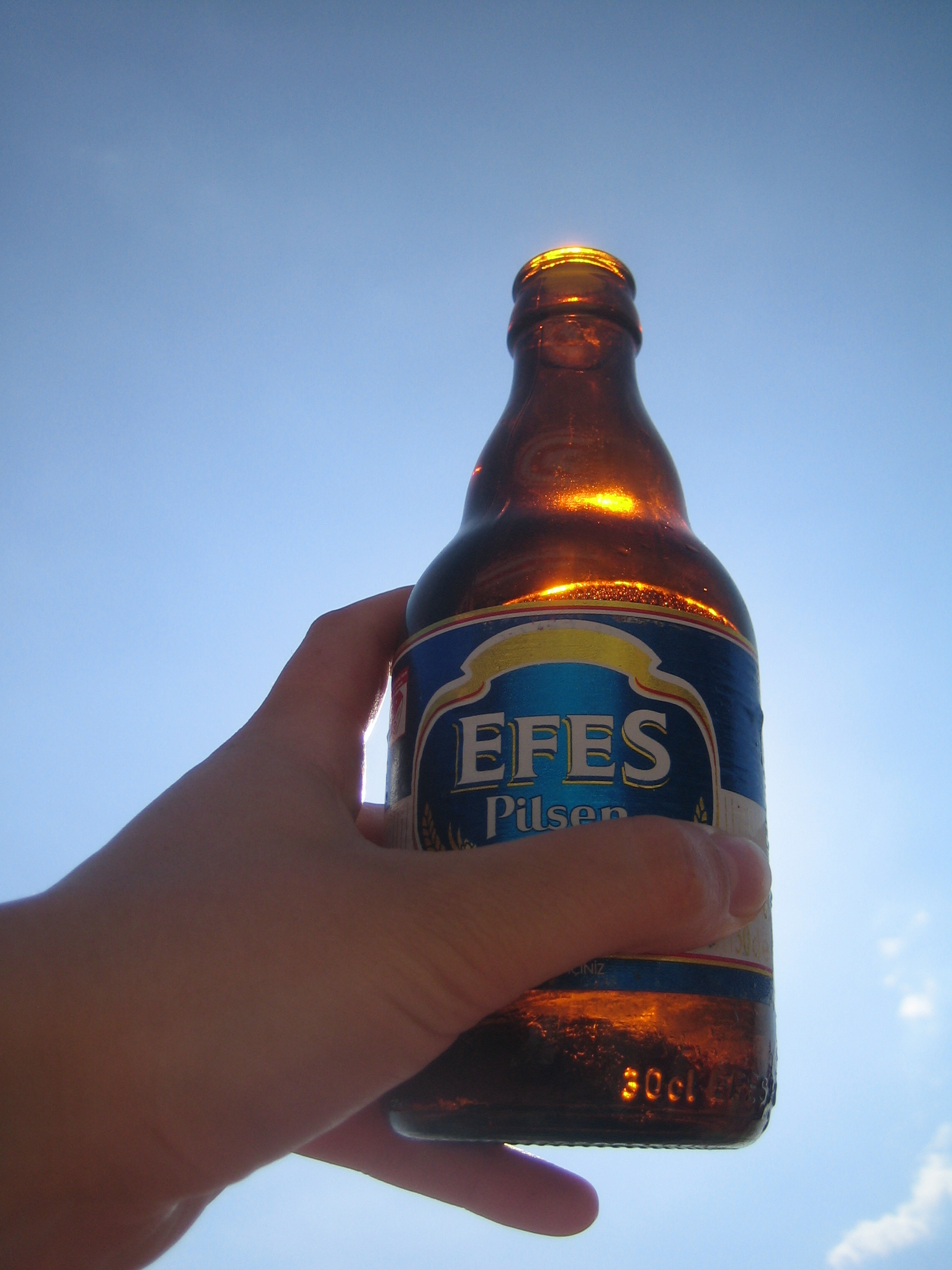
Persona sosteniendo una botella de Efes Pilsen.

El Efes Beverage Group fue fundado en Turquía en 1969 y hoy está formado por 14 fábricas de cerveza, situadas en la propia Turquía, Rusia y países de Europa del Este. La compañía fue bautizada en honor a la antigua ciudad de Éfeso (en turco "Efes") localizada cerca de la fábrica de cerveza de Esmirna.
Efes Beverage Group es una filial de Anadolu Group, la cual es la mayor productora de cerveza de Turquía con aproximadamente el 80% de la cuota de mercado
El producto estrella de la compañía es la cerveza Efes Pilsen que contiene un 5 % de alcohol. Está elaborada a partir de malta y arroz, entre otros ingredientes.
Además de este producto, Efes también produce otras tres cervezas: Efes Dark (cerveza negra), Efes Light y Efes Extra (esta última con mayor contenido alcohólico que la versión tradicional).
Efes exporta sus productos a mercados en Oriente Próximo, Europa y África y es el mayor accionista de Coca-Cola Turquía, por lo que además produce una amplia gama de refrescos.
La cerveza Efes Pilsen ha ganado numerosos galardones de Oro en varias competencias internacionales gracias a su calidad y gusto. Durante los años, el instituto internacional de la calidad Monde Selection le ha otorgado varias veces un diploma de calidad Oro, Plata o Bronce que son una confirmación de la calidad constante de la marca.